# Thierry Zéno
Thierry Zéno (Namur, 22 aprile 1950 – 7 giugno 2017) è stato un regista e sceneggiatore belga.

## Biografia
Thierry Zéno nasce a Namur, in Belgio, nel 1950. 
Tra le sue prime creazioni cinematografiche vi è il controverso Vase de Noces (1974), storia di zoofilia che suscitò scandalo e censure cinematografiche, da lui anche co-sceneggiato in collaborazione con l'attore protagonista, Dominique Garny, e John Kupferschmidt. 
Tra i successivi lavori del regista vi è il documentario Des morts (1979), trattante il tema della morte e delle usanze funebri di sei nazioni del mondo, il documentario Les muses sataniques (1983) e il film d'intervista Eugène Ionesco, voix et silences (1987). 
Tra il 1995 e il 1997 realizzò il documentario ¡Ya basta! Le cri des sans-visage, sulle ribellioni zapatiste nello stato del Chiapas, in Messico, quando già si era occupato di quella zona del mondo nel film Chroniques d'un village Tzotzil (1992). 
Zéno è stato insegnante di Cinema e Videografia all'Académie de Dessin et des Arts décoratifs di Molenbeek-Saint-Jean, per 14 anni, dal 1985 al 1999. Dal 1999 è inoltre direttore dell'Accademia stessa.

## Filmografia
- Bouche sans fond ouverte sur les horizons (1971, cortometraggio)
- Vase de Noces (1974)
- Des morts (1979)
- Les muses sataniques (1983)
- Eugène Ionesco, voix et silences (1987)
- Chroniques d'un village Tzotzil (1992)
- ¡Ya Basta! Le cri des sans-visage (1997)
- Ce tant bizarre monsieur Rops (2000)